# Andelsbevis
Et andelsbevis er et juridisk dokument, der fungerer som bevis for en andelshaver.

## Andelsbolig
Andelsbevis giver som udgangspunkt giver ret til at bo i en af andelsforeningens boliger. Andelsforeningen fastsætter en pris for andelsbeviserne, typisk med udgangspunkt i antallet af kvadratmeter. Det er ikke muligt at sælge andelsbeviset til en højere pris end den fastsatte, men i de fleste foreninger er det dog muligt at sælge andelsbeviserne til en lavere pris. Brugen af andelsbeviser har siden 1972 været reguleret gennem Lov om andelsboligforeninger.